# CAINE Linux
CAINE Linux (Computer Aided INvestigative Environment ) è una distribuzione Linux italiana basata su Ubuntu sviluppata da Giovanni "Nanni" Bassetti.
Può essere installata su una postazione dedicata o utilizzata in modalità “live” da chiavetta o CD.
Il progetto è iniziato nel 2008 quale sistema per promuovere la scienza forense digitale e la risposta agli incidenti (DFIR) attraverso appositi strumenti preinstallati.

## Scopo
CAINE è una piattaforma forense professionale open source che mette a disposizione un ambiente grafico e una serie di strumenti e potenti script. È progettata con l'obiettivo di mettere a disposizione dei professionisti forense tutti gli strumenti necessari per eseguire il processo di indagine forense digitale (conservazione, raccolta, esame e analisi).
CAINE può essere avviata da un qualsiasi supporto rimovibile (unità flash) o da un disco ottico ed eseguita in memoria. Può essere installato anche su un sistema fisico o virtuale. In modalità Live, CAINE può operare sui sistemi di archiviazione target senza dover avviare il sistema sistema operativo presente. Dalla versione 11.0 può essere avviata su UEFI/UEFI+Secure e Legacy BIOS, consentendo l'utilizzo di CAINE su sistemi informatici che avviano sistemi operativi più vecchi (ad esempio Windows NT ) e piattaforme più recenti (Linux, Windows 11).

## Requisiti
Basandosi su Ubuntu, i requisiti di sistema di CAINE sono gli stessi della distribuzione madre. Può essere eseguito su un sistema fisico o in un ambiente di macchina virtuale come VMware Workstation.

## Piattaforme supportate
CAINE contiene numerose applicazioni software, script e librerie che possono essere utilizzate sia in un ambiente grafico che da riga di comando. Può eseguire analisi di dati e oggetti creati in ambiente Microsoft Windows, Linux e sistemi Unix-like.
Dalla versione 9.0 di CAINE, tutti i dispositivi a blocchi, vengono montati in sola lettura in modo predefinito. Il blocco della scrittura garantisce che i dischi non siano soggetti a operazioni di scrittura da parte del sistema operativo o degli strumenti forensi utilizzati. Questo a garanzia dell'integrità degli oggetti e per evitare scritture che impatterebbero negativamente sull'indagine forense.